# Kiling
Kiling, en khasi Um-iam, és un riu de Meghalaya i Assam, que neix a les muntanyes Khasi no gaire lluny de Shillong, a l'oest de la muntanya d'aquest mateix nom, i corre en direcció nord-est cap al districte de Nowgong, desaiguant al riu Kapili poc abans que aquest desemboqui al Kalang prop de Jagi. Només és navegable a les planes per bot de menys de 4 tones, la major part de l'any. A Nowgong és anomenat localment com a Kiling, però neix com a Um-iam o Umiam. El seu curs és de 130 km.